# ンゼガ
ンゼガ（Nzega）は、タンザニア・タボーラ州に属する町。

## 気候
熱帯地域にあり、ケッペンの気候区分ではサバナ気候に分類される。

## 地理・交通
ンゼガでは、タンザニア北西部の広域交通を担う幹線道路が交差している。まず、タンザニア東部のモロゴロ州の州都であるモロゴロを起点として、タンザニアの北西に位置するルワンダとの国境を結ぶ幹線道路で、舗装もされているT3号線が、ンゼガを通っている。さらに、ンゼガが属するタボーラ州の州都であるタボーラと、ビクトリア湖湖畔のムワンザ州の州都であるムワンザとを結ぶ幹線道路のT8号線もンゼガを通っており、T3号線とT8号線とがンゼガで交差している。ンゼガは周辺地域における主要都市であり、タボーラ州に属するンゼガ郡を統べている。ンゼガ郡に属する他の町としてはブケネが挙げられる。

## 人口
タンザニア政府が実施した調査によれば、2012年のンゼガの人口は34,744人だあった。